# Chun Byung-kwan
Chun Byung-kwan (Jinan, 4 novembre 1969) è un ex sollevatore sudcoreano, campione olimpico e mondiale che ha partecipato a tre edizioni dei Giochi Olimpici.

## Carriera
Ha gareggiato inizialmente nei pesi mosca (fino a 52 kg.), vincendo la prima medaglia importante a livello internazionale nel 1988, quando ha vinto la medaglia d'argento ai Giochi Olimpici di Seul, giungendo alle spalle del bulgaro Sevdalin Marinov.
Successivamente ha fatto il salto di categoria nei pesi gallo (fino a 56 kg.), presentandosi ai campionati mondiali di Budapest 1990 e vincendo la medaglia di bronzo.
L'anno successivo è riuscito a imporsi nella stessa categoria, vincendo la medaglia d'oro ai Campionati mondiali di Donaueschingen ed ancora, un anno dopo, vincendo la medaglia d'oro alle Olimpiadi di Barcellona 1992, precedendo i cinesi Liu Shoubin e Luo Jianming e ottenendo, così, il risultato più prestigioso della sua carriera.
Ha vinto, inoltre, la medaglia d'argento nei pesi gallo (fino a 59 kg.) ai campionati mondiali di Guangzhou 1995.
Nel 1996 ha partecipato anche ai Giochi Olimpici di Atlanta, fallendo però i tre tentativi nello slancio e non riuscendo a conseguire alcun risultato utile ai fini della classifica finale.
È stato per due volte medaglia d'oro ai XI Giochi asiatici del 1990 a Pechino (pesi gallo fino a 56 kg.) e ai XII Giochi asiatici del 1994 a Hiroshima (pesi gallo fino a 59 kg.).